# Дивајн
Харис Глен Милстед (19. октобар 1945 – 7. март 1988), познатијим под уметничким именом Дивајн био је амерички глумац, певач и дрег краљица. Уз помоћ независног продуцента Џона Вотерса, Дивајн се прославила глумећи женске улоге на филму и у позоришту, и усвојила је своју дрег персону у музичкој уметности.
Рођен у Балтимору, у савезној држави Мериленд у конзервативној породици. За драг културу је почео да се интересује док је радио као женски фризер. Упознао је Вотерса док је истраживао хипи културу у свом граду. Сам Волтерс га је назвао Дивајн и назвао га је, између осталог: "Најлепша жена на свету, замало". Заједно са пријатељем Дејвидом Лохаријем, придружио се глумачкој трупи "Dreamlanders", са којима је глумио у експерименталним кратким филмовима "Римске свеће" (1966), "Поједи своју шминку" (1968) и "The Diane Linkletter Story", као и у Вотерсовим дугометражним филмовима "Mondo Trasho" и "Multiple Maniacs", такође у драг-у, чиме све више привлачи пажњу новинара. Највећу славу у америчкој противкултурној сцени му доноси Вотерсонов следећи филм: "Ружичасти фламингоси" (1972) и који је постао култни филм.
Након следећег Вотерсовог филма "Female Trouble", Дивајн прелази на позоришну сцену у Сан Франциску, где ће наступати у неколико авагардних представа, заједно са драг групом "The Cockettes." али и у независним представама "Жена иза решетака" и "Неонска жена" . Наступио је и у неколико филмова које је такође режисирао Ватерс "Полиестер" и "Спреј за косу" али и у неколико филмова као што је "Невоља у уму" (1985), где је глумио мушке улоге, желећи да прошири свој репертоар. Имао је и интернационалну музичку каријеру, а песме је потписивао Боби Орландо. Умро је од кардиомегалије, као последица гојазности од које је патио од раног детињства.

## Младост

### Детињство (1945—65)
Харис Глен Милстед је рођен 19. октобра 1945. године у Балтимору. Његов отац је Харис Бернард Милстед (1. мај 1917. године - 4. март 1993. године) и био је водоинсталатер а мајка Францис Милстед, рођена Вуковић (12. април 1920. године - 24. март 2009. године) која потиче из врло сиромашне имигрантске породице српског порекла и једно је од петнаесторо деце, који су живели у близини Загреба у данашњој Хрватској, пре селидбе у Сједињене Америчке Државе 1891. године.
До тренутка Харисовог рођења, Милстедови су већ припадали средњој класи конзервативних баптиста. По његовом сећању, Дивајн је рекла: "Била сам једино дете у просечној средње богатој америчкој породици. Вероватно сам била ваше америчко размажено дериште." Родитељи су га засипали шта год да је желео, укључујући и храну, тако да је постао гојазан, и гојазност ће га пратити до краја живота. Дивајн је више користио своје средње име, Глен, како би се разликовао од свог оца, и по средњем имену су га и ословљавали родитељи и пријатељи.
Током школовања је доживео вршњачко насиље, услед гојазности и перципиране женствености. Услед интересовања за хортикултуру, запослио се у локалној цвећарској радњи са петнаест година. Неколико година касније је био на строгој дијети и смршао је са 88 килограма на 66 килограма. Са седамнаест година, родитељи га шаљу код психијатра, где ће први пут схватити да је геј, тада и даље табу тема у конзервативном америчком друштву. Године 1963. кренуо је у школу за негу лепоте, где је изучавао фризерски занат, и запослио се након дипломирања у неколико локалних фризерских салона, специјализујући се за креацију високих фризура. Харис је временом дао отказ и био је финансијски потпомогнут од стране родитеља који су невољно плаћали његове рачуне за огромне журке у којима је се облачио у драг персонификацију своје омиљене глумице Елизабет Тејлор.

### Џон Вотерс и први филмови
Харис је имао велику групу пријатеља, међу којима је и Дејвид Лохари, који је постао глумац и глумио је у неколико филмова са Дивајн. Током средине шездесетих година, спријатељио се са Џоном Вотерсом. Обојица су била истих година, из истог краја и обојица су била припадници балтиморске андерграунд сцене. Заједно су се скупљали у једном бару у предграђу Балтимора, под именом Мартик, у којем су се окупљали припадници и припаднице хипи покрета и у којем су заједно конзумирали марихуану. Џон га је први назвао Дивајн, позајмљујући име карактера из романа "Наша цветна дама" (1943), француског писца Жана Генета, контроверзни роман о хомосексуалцима на рубу паришког друштва, коју је Џон, такође хомосексуалац читао у то време.
Вотерс је био редитељ у успону, који је желео да направи "највећи треш од филма у историји кинематографије". Дивајн и део његових пријатеља, познатих и као "Dreamlanders" су снимили неколико нискобуџетних филмова. Први филм који укључује и Дивајн, био је "Римске свеће" у којима је глумио калуђерицу која пуши цигарету. Такође је приказао чланове групе како носе украдену одећу и изводе неколико неповезаних активности. Пошто је био краткометражни али и истовремено авангардни филм, није задобио широку заступљеност али је постао популаран у локалној хипи заједници и међу младим геј мушкарцима.
У следећем краткометражном филму "Поједи своју шминку", Дивајн је глумила фиктивну верзију Џеки Кенеди, удовицу тек убијеног америчког председника Џона Кенедија. У филму је форсирала киднаповане моделе да поједу сопствену шминку.
Дивајн се појавила у Вотерсовом следећем краткометражном филму, The Diane Linkletter Story (1969), црној комедији која је наставила традицију Вотерсових филмова "лошег укуса" који треба да шокирају конвенционално америчко друштво. Овај филм је базиран на истинитој причи Дајане Линклетер, ћерке медијског мага Арта Линклетера, која је извршила самоубиство раније те године. Њена смрт је привукла пажњу медија са доста извора који су подстицали причу да је Дајана била под утицајем психоделичних дрога, пре свега ЛСД-а. Вотерсова интерпретација укључује Дивајн у главној улози, која игра тинејџерку која се буни против својих конзервативних родитеља који покушавају да јој растуре везу са дечком хипиком Џимом, пре него што конзумира велику количину ЛСД-а и изврши самоубиство.
Први дугометражни филм Mondo Trasho, представља Дивајн као главну глумицу, неименовану плавушу која, возећи се градом, прелази аутом преко неког стопера. У једној сцени, глумац је требао да буде го на улици, што је био злочин у Мериленду у то време, те су Вотерс и већина глумаца похапшени. Дивајн је успела побећи.
Након овог филма, у потпуности напушта посао фризера и отвара радњу винтаж одеће, у Масачусетсу, користећи новац својих родитеља. Продавница је продавала робу коју је Дивајн куповала у продавницама половне одеће, пијацама и на гаражним продајама, мада је морала да се исели, јер није успела да добије неопходне лиценце. Неуспешност у пословању је покушала да прикрије продајом намештаја изнајмљеног стана и због пријаве газдарице морао је да побегне у Сан Франциско који је имао велику супкултурну сцену за хомосексуалце, која је привукла Дивајн који је прихватао своју хомосексуалност у том добу.
Током 1970. године, имао је улогу даме Дивајн, у Вотерсовом филму Multiple Maniacs . Филм је имао неколико контроверзних сцена, као што су када Дивајн мастурбира користећи бројаницу у цркви. У истом филму, дама Дивајн убија свог дечка и једе његово срце. У стварности, Дивајн је загризао у кравље срве које је почело да трули зато што је стајало на сету цео дан. На крају филма, дама Дивајн је силована од стране огромног јастога Лобсторе, чин који ју је отерао у лудило и када је почела да убија редом у градићу Фелс Поинт, пре него што ју је Национална Гарда убила. Филм је, због своје контроверзности, представљен публици само на некомерцијалним местима, као што су закупљене црквене просторије. Ово је први Вотерсов филм који је задобио широко интересовање.

## Раст популарности

### Ружичасти фламингоси (1971—1972)
Након повратка у Балтимор, глуми у следећем Вотерсовом филму - Ружичасти фламингоси, где је Дивајн представљена као Бабс Џонсон, жена која тврди да је најпрљавија жена на свету и која брани титулу од противника Конија (Минк Стол) и Рејмонда Марбла (Дејвид Лохари). У једној сцени, Марбл шаље Бабс фецес у кутији као поклон за рођендан. Да би снимили ову сцену, Дивајн се испразнила вече пре. У последњој сцени, која је постала посебно запажена и славна, Бабс је појела свежи псећи фецес. Дивајн је једном новинару изјавила како је пратила пса три сата, фокусирајући се на његову задњицу, чекајући да испразни своја црева. Такође је касније објаснио да није копрофил, и да је појео фецес искључиво зато што је био у тексту. Ова сцена је постала значајан део америчке историје кинематографије. Премијерно је изведен крајем 1972. године на годишњем Балтиморском филмском фестивалу, у оквиру кампуса Универзитета у Балтимору. Продате су карте за три заредом приказивања. Највише публике је задобио међу љубитељима андерграунд филмова. Филм је касније приказиван и у Елгин биоскопима, који су промовисали авангардне филмове и поноћне пројекције.
Док је снимао филмове са Вотерсом, свој посао у кинематографији је чувао као тајну од својих родитеља. Дивајн се и даље ослањао финансијски на њих, који су му и даље плаћали рачуне за све скупље журке. Након што им је затражио да плате велику штету на ауту 1972. године, родитељи су му конфисковали ауто и престали да га финансијски подржавају. Дивајн је покупио своје псе љубимце и није причао са родитељима наредних девет година, мада им је слао разгледнице са разних путовања око света. Његови родитељи су се у пензији преселили на Флориду.

### Позоришни наступи иFemale Trouble
Након завршетка снимања Ружичастих фламингоса, Дивајн се враћа у Сан Франциско, где ће заједно са Минк Столом глумити у неколико нискобуџетних представа, као део дрег трупе The Cockettes. Ту је први пут упознао и андрогиног перфомера Силвестера. Дивајн затим купује кућу у Санта Моники у врло богатом укусу. Током посета Вашингтону, Дивајн и Вотерс су присуствовали баловима, на којима је Вотерс подржао Дивајн као дрег персону у још нечувеном издању, где је избацивала свој стомак и носила оружје. Желео је од ње да направи "Годзилу свих дрег краљица" као својеврсан одговор на велики број евро-америчких драг краљица које су хтеле да постану Мис Америке.
Године 1974. се вратио у Балтимор да сними следећи филм Female Trouble, у којем глуми тинејџерку деликвента која прихвата да је злочин уметност и која је током филма осуђена на смртну казну на електричној столици, због свог насилничког понашања. У овом филму, Дивајн ће први пут глумити и мушку улогу Арла Петерсона, и Вотерс укључује и сцену где ова два карактера имају сексуални чин, мада у стварности, то је био исти глумац. Дивајн је овај филм назао својим омиљеним, управо зато што је играо и мушку улогу. Све своје сцене је сам одглумео, укључујући и сцену на трамполини, због које је ишао на неколико часова.

### Музички подухвати иПолиестер
Након промене свог агента, Дивајн одлучује да почне да наступа у клубовима. Први пут се појавио у геј клубу у Форт Лордедејлу у Флориди, чији наступ је укључивао, мада неорганизовано и викање псовки на публику и тучу са још једном дрег краљицом, трик који је купио посетиоце клуба. Заједно са Том Ејеном и композитором Хенријем Кригером, написао је неколико песама, укључених у пројекат "Рођена да будем јефтина" 1981. године. Исте године, Дивајн наступа у Џоновом филму Полиестер у којем, по први пут, глуми слабу и немоћну жену, која се заљубљује у свог мушкарца из снова Тода којег глуми Таб Хантер. Таблоиди објављују да се између њих двоје и у стварном животу родила веза, што су обојица негирали.
Исте године је поправио односе и са својим родитељима, након што су они сазнали за његову кинематографску али и музичку каријеру у успону. Наредне године, удружио се са младим америчким композитором Бобијем Орландом и издао неколико синглова који су постали врло успешни и интернационално. Наступао је око света и прикупио велики број фанова у Европи. Због финансијских малверзација, судио се са Орландом и на суду добио нулирање уговора. Након тога је издао неколико врло успешних синглова у Великој Британији, једну посветивши и својој породици.

## Каснији живот и смрт
Дивајн је упоредо са све већом музичком каријером наставио и са глумом. Први филм који није режисирао Вотерс је био Lust in the Dust (1985), секс комедију, где је Дивајн глумио Рози Велез, промискуитентну жену која је радила као певачица у салонима и борила се за љубав Абела Вуда са другом женом. Абела је глумио Таб Хантер. Пародија на популарни вестерн Дуел на сунцу из 1946. године, имао је огроман успех. Непосредно након тога играо је улогу геј гангстера Хилија Блуа у Trouble in Mind (1985) . Дивајн је жарко желео да игра ову улогу, која је и писана за њега, јер је желео да игра у више мушким улогама. Дивајнина последња филмска улога је била у нискобуџетном комичном хорору Trouble in Mind (1985), појавивши се само у једној сцени, играо је детектива Лангелу, неваспитаног полицајца који је истраживао убиства учињених од стране кловна убице. Овај филм је објављен годину дана након његове смрти. Умро је 7. марта 1988. године у Лос Анђелесу.

## Приватни живот
Дивајн је себе сматрао мушкарцем и није био трансродна или трансексуална особа. Такође, био је геј мушкарац и током осамдесетих био је у вези са ожењеним мушкарцем Ли Екујером, а након раскида, кратко је био у вези са геј порно глумцем Леом Фордом. По наводима његовог менаџера, често је имао афере са млађим мушкарцима током својим турнеја.
На почетку је избегавао интервјуе о својој сексуалности, чак и давајући могуће наговештаје да је бисексуалан. Касније је у потпуности прихватио своју хомосексуалност, мада је избегавао да прича о правима ЛГБТ особа.
Имао је два булдога као кућне љубимце, које су му поклонили његови пријатељи из Холандије. Назвао их је Беатрикс и Клаус, по краљевском пару који је тада владао Холандијом.
Доста је патио од гојазности, и по сопственом исказу, до краја живота је користио велике количине марихуане која је само подстицала његову љубав према храни. Након завршетка своје музичке каријере, постао је и депресиван и суицидалан.

## Филмографија[5]
| Година | Филм                       | Улога            | Белешке                      |
| ------ | -------------------------- | ---------------- | ---------------------------- |
| 1966   | Roman Candles              | The Smoking Nun  |                              |
| 1968   | Eat Your Makeup            | Џек Кенеди       |                              |
| 1969   | The Diane Linkletter Story | Дијана Линклетер |                              |
| 1969   | Mondo Trasho               | Дивајн           |                              |
| 1970   | Multiple Maniacs           | Лејди Дивајн     |                              |
| 1972   | Pink Flamingos             | Дивајн/Бејб      |                              |
| 1974   | Female Trouble             | Давн             |                              |
| 1979   | Tally Brown, New York      | Самог себе       | Документарац                 |
| 1980   | The Alternative Miss World |                  | Снимљен 1978. године         |
| 1981   | Polyester                  | Францис          |                              |
| 1985   | Lust in the Dust           | Рози Велез       |                              |
| 1985   | Trouble in Mind            | Хили Блу         |                              |
| 1985   | Divine Waters              | Сам себе         | Документарац                 |
| 1987   | Tales from the Darkside    | Чиа Фунг         | Једна епизода                |
| 1988   | Hairspray                  | Една             |                              |
| 1989   | Out of the Dark            | Дет. Лангела     | Објављен након смрти         |
| 1998   | Divine Trash               | Сам себе         | Лична архива за документарац |
| 2000   | In Bad Taste               | Сам себе         | Лична архива за документарац |
| 2002   | The Cockettes              | Сам себе         | Лична архива за документарац |
| 2013   | I Am Divine                | Сам себе         | Лична архива за документарац |